# Tmarus koreanus
Tmarus koreanus là một loài nhện trong họ Thomisidae.
Loài này thuộc chi Tmarus. Tmarus koreanus được Kap Yong Paik miêu tả năm 1973.